# Mein Leben – Marcel Reich-Ranicki
Mein Leben – Marcel Reich-Ranicki ist ein deutscher Fernsehfilm aus dem Jahr 2009. Der Film entstand nach der Autobiografie des Literaturkritikers Marcel Reich-Ranicki.

## Handlung
1949. Marcel Ranicki ist Generalkonsul der Volksrepublik Polen in London. Er wird von der Geheimdienstzentrale nach Warschau beordert. Dort wird er inhaftiert und von dem Offizier Kawalerowicz verhört. Es wird ihm eine Beteiligung an einer trotzkistischen Verschwörung vorgeworfen. Ranicki vermutet dagegen eine stalinistische Säuberung, die sich zunächst gegen jüdische Mitarbeiter richtet. Im Laufe des Verhörs erzählt Marcel seine Lebensgeschichte, die in Rückblenden das Verhör unterbrechen.
1929 kommt der neunjährige Marcel zu der Familie seines Onkels Jakob nach Berlin, um dort eine bessere Ausbildung zu erhalten als in seiner Geburtsstadt Włocławek. Marcel spricht zunächst nur mit polnischem Akzent und wird in der Schule gehänselt. Als seine Mutter Helene ebenfalls nach Berlin kommt, findet er bei ihr seelische Unterstützung. Sie spricht ihm Mut zu, sich anzustrengen, er solle immer der Beste sein. Wenige Jahre später ist Marcel der beste Deutschschüler der Klasse und hat gute Noten in allen wichtigen Fächern. Nach der Machtergreifung Adolf Hitlers zeigt allerdings auch im liberalen Fichte-Gymnasium in Berlin der bürokratisch verordnete Antisemitismus der Nazis erste Folgen für den Schüler Marcel. Jüdische Schüler werden von allen Schulveranstaltungen und Sportfesten ausgeschlossen. Nur das Theater, vor allem das Theater am Gendarmenmarkt, die Oper und die Literatur bringen dem jungen Mann Freude. Er hat den Wunsch, Kritiker zu werden, während seine Jugendfreundin Angelika Schauspielerin werden möchte. 1938 wird Marcel im Zuge der „Polenaktion“ aus Deutschland ausgewiesen, er darf nichts außer einem Buch und einem Koffer mitnehmen und muss auf eigene Kosten nach Polen zurückkehren. In Warschau hält sein älterer Bruder Alexander als Zahnarzt die Familie über Wasser.
Nach dem Überfall der Deutschen auf Polen 1939 und der Besetzung Polens erfährt die Familie erste Repressalien und Demütigungen durch die antisemitischen Besatzer (Schläge, Beleidigungen und Putzen). Schließlich muss die Familie ins Warschauer Ghetto umsiedeln. Vater Reich wiegelt ab, es seien bestimmt nicht alle Deutschen Barbaren, man wäre ja schon im Ersten Weltkrieg kameradschaftlich miteinander umgegangen. Marcel arbeitet für die Ghettoverwaltung als Übersetzer. Tosia und ihre Familie sind Nachbarn der Reichs. Als Tosias Vater sich erhängt, bittet Helene Reich ihren Sohn, sich um das junge Mädchen Tosia zu kümmern. Marcel und Tosia verlieben sich ineinander und bleiben fortan zusammen. Als die Deportationen aus dem Ghetto beginnen, heiratet Marcel Tosia zu ihrer Sicherheit. Wegen der Erschießungen, die nur zu hören sind, kürzen sie die Zeremonie auf das Nötigste ab. In den nächsten Wochen werden beide Familien aus dem Ghetto nach Treblinka deportiert. Mit der Hundepeitsche selektiert wortlos ein SS-Offizier die Überlebenden des Ghettos nach dem Alter. Als schließlich auch Marcel und Tosia Reich deportiert werden sollen, fliehen sie aus dem Ghetto. Sie entkommen dem MG-Feuer eines deutschen Soldaten und warten bis zum Abend auf den besten Zeitpunkt, an dem sie bei den jüdischen Hilfswachtposten gegen Bezahlung nach draußen entkommen können. In einem Vorort von Warschau werden sie von dem arbeitslosen Schriftsetzer Bolek Gawin und seiner Frau Genia aufgenommen. Dort überleben sie mit dem illegalen Herstellen von Zigaretten und Marcel Reich erzählt ihnen während der Arbeit Romane und Theaterstücke nach. Schließlich werden sie von der Roten Armee befreit.
Die Lebensgeschichte Marcel Ranickis berührt den Verhörer Kawalerowicz so sehr, dass er sich für seine Freilassung einsetzt. Ranicki wird aus der Kommunistischen Partei entlassen, erhält jedoch Arbeit als Lektor in einem Verlag. Dort beginnt er, sich als Kritiker für die deutsche Literatur einzusetzen. Er organisiert einen Besuch Heinrich Bölls in Warschau und trifft bei einem Gastspiel des Berliner Ensembles seine Jugendfreundin Angelika Hurwicz wieder. Beide konnten sich ihren Jugendtraum erfüllen. 1958 geht Marcel gegen den Willen seiner Frau Tosia in die Bundesrepublik Deutschland. Als er in Frankfurt am Main aus dem Zug steigt, sieht er bei seinen ersten Schritten im Westen Menschen auf der Straße, die ihn an ehemalige Schergen aus dem Warschauer Ghetto erinnern. Der Film endet mit seinem Erscheinen vor dem Redaktionsgebäude der Frankfurter Allgemeinen Zeitung. Vier Wochen später erscheint seine erste Literaturkritik unter dem Namen Marcel Reich-Ranicki in deutscher Sprache.

## Hintergrund
Das Verhör durch den polnischen Geheimdienst hat es tatsächlich so nicht gegeben. Drehbuchautor Michael Gutmann erfand dieses Verhör, um ein dramaturgisches Gerüst für den Film zu bekommen. Die weitere Erzählung des Films entspricht der Autobiografie von Marcel Reich-Ranicki. Der Film wurde im Sommer 2008 in Breslau, Liegnitz und Köln gedreht. Die Schlussszene, in der Reich-Ranicki in das Gebäude der Frankfurter Allgemeinen Zeitung geht, zeigt das ehemalige Hauptgebäude des Gerling-Konzerns (heute: HDI-Gerling) in Köln. Uraufgeführt wurde der Film am 18. März 2009 in Köln. Die Fernseherstausstrahlung fand am 10. April 2009 auf ARTE statt. Der Film erreichte dabei eine Quote von 3,2 Prozent und damit das Vier- bis Fünffache des üblichen Zuschaueranteils des Senders. Mein Leben ist eine Gemeinschaftsproduktion des WDR und ARTE. Im ARD-Abendprogramm sahen 3,77 Millionen Fernsehzuschauer die Ausstrahlung. Regisseur Zahavi protestierte zunächst gegen diesen Sendetermin, da er damit gegen ein Fußballspiel in der UEFA Champions League im ZDF konkurrieren musste.
Marcel Reich-Ranicki hätte sich Moritz Bleibtreu in der Hauptrolle gewünscht, merkte aber dessen Alter an, wodurch eine Besetzung nicht wirklich möglich gewesen wäre.

## Rezeption
Marcel Reich-Ranicki zollte dem Film nach der Premiere große Anerkennung, er sei „fabelhaft“ geworden. „Er hat mich fabelhaft gemacht. Dieser Film ist das, was ich erträumt, aber nicht zu hoffen gewagt habe.“ Tatsächlich befürchtete er insgeheim ein Scheitern der Verfilmung seiner Erinnerungen. Die größte Überraschung sei für ihn jedoch gewesen, „als am Anfang die Schüttler erscheint und sagt: ‚Ich bin Teofila Ranicki, die Frau des polnischen Konsuls.‘ Damit hatte ich nicht gerechnet. Also, diese Hauptrollen waren glänzend besetzt“. Die schauspielerische Leistung von Katharina Schüttler und Matthias Schweighöfer bezeichnete Reich-Ranicki ebenfalls als „fabelhaft“. Am meisten berührt habe ihn die Szene, in der Bolek die Tür öffnet und ein russischer Soldat davor steht, der laut fragte: „Keine Deutschen hier?“ Reich-Ranicki: „Wo wir unentwegt fürchten mussten, jemand würde fragen: ‚Keine Juden hier?‘, wo diese Frage noch vor einer Stunde für uns den Tod bedeutet hätte, da wurden jetzt Deutsche gesucht.“ Er habe vor der Uraufführung nur die erste Fassung des Drehbuchs gekannt: „Ich wollte nicht, dass das ein von mir autorisierter Film ist, sondern ein Film über mich.“ In einem Interview mit der Zeit vom 2. Juni 2010 nannte Reich-Ranicki den Film hingegen „eine große Enttäuschung“. Der Film habe „zu wenig Unterhaltung“ geboten und ihn „nicht berührt“.

„Auf Grundlage der Autobiografie des ‚Literaturpapstes‘ Reich-Ranicki schildert der Film exemplarisch ein jüdisches Schicksal während des Dritten Reiches und erzählt eine bewegende Überlebensgeschichte aus der Zeit des Holocaust.“

## Auszeichnungen
- 2009: Nominierung für den Wettbewerb des Fernsehfilm-Festivals Baden-Baden mit 3sat-Zuschauerpreis
- 2009: Nominierung für den Deutschen Fernsehpreis an Matthias Schweighöfer in der Kategorie Bester Schauspieler Hauptrolle
- 2010: Goldene Kamera an Matthias Schweighöfer als Bester deutscher Schauspieler
- 2010: Nominierung für den International Emmy Award in der Kategorie TV-Movies/Mini-Series